# His Majesty's Theatre

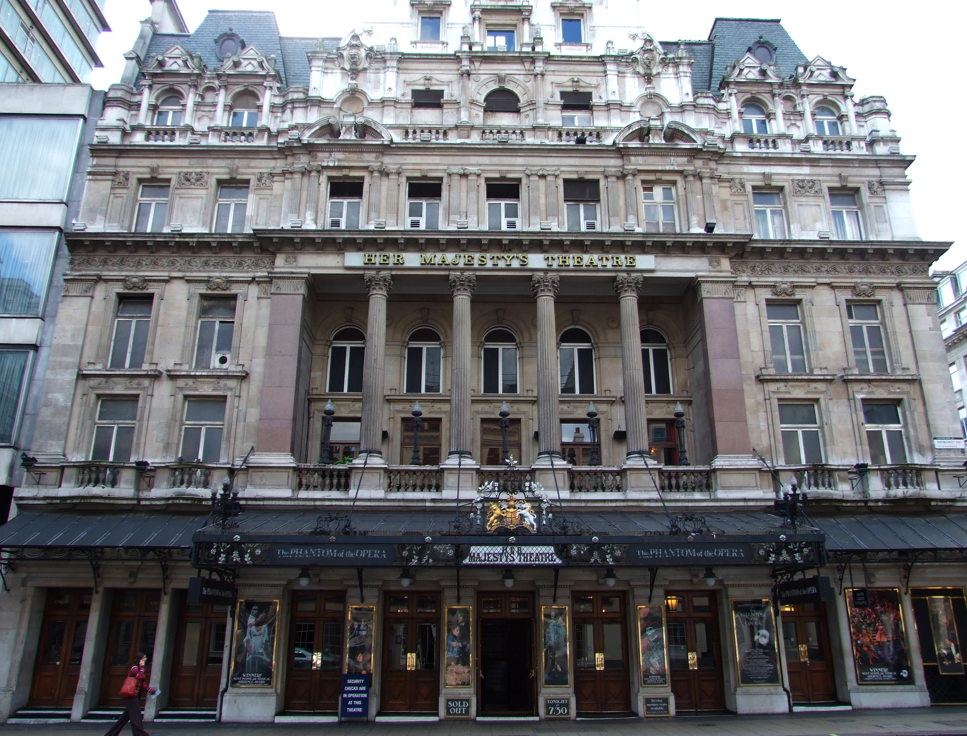
Teatro de Sua Majestade

His Majesty's Theatre (Teatro de Sua Majestade em português) é um teatro de Londres, na Inglaterra.
Foi fundado em 1705 pelo arquiteto e dramaturgo John Vanbrugh, recebendo o nome de Queen's Theatre, e funcionando como uma casa de ópera, local onde Händel apresentou várias de suas produções. Com a ascensão de Jorge I ao trono, seu nome foi mudado para King's Theatre. Ao longo do século XIX foi reformado várias vezes, e em 1837, no reinado da rainha Vitória, recebeu a denominação de Her Majesty's Theatre. O prédio atual data de reformas empreendidas em 1897 por Herbert Beerbohm Tree. O seu nome foi mudado para His Majesty's Theatre em 1901, ano da ascensão de Eduardo VII, mais revertido a Her Majesty's Theatre ao ascensão de Isabel II ao trono em 1952.
Sua capacidade é de 1.216 assentos, e foi classificado como edifício histórico de grau II na classificação da English Heritage.
Até a Coroação de Carlos III do Reino Unido chamou-se Her Majesty's Theatre.